# 牙買加-179街車站
牙買加-179街車站（英語：Jamaica–179th Street station）是紐約地鐵IND皇后林蔭路線一個快車總站，位於皇后區牙買加山邊大道與179街交界下方，設有F線（任何時候停站）、E線（僅繁忙時段停站）列車服務，亦有部分E線列車以此為總站。此站有15個出口，包括兩個位於牙買加邨米德蘭公園道的出口。
此站在1950年開放時就成為了皇后林蔭路沿線最繁忙的車站。在凋零一段時間後，1980年代和2000年代車站翻新了兩次。另外此站還是與未曾興建前往皇后村的延長線車站之一，此站向東設有8條儲車道，是所有紐約地鐵車站當中最多。

## 車站結構
| G        | 街道層                | 出入口                                                                                          |
| M        | 夾層                  | 閘機、車站詢問處 升降機在179廣場及山邊大道東南角                                                |
| P 月台層 | 1號軌道               | 往康尼島-斯提威爾大道（只限上客）（169街）                                                      |
| P 月台層 | 島式月台，左/右側開門 |                                                                                                 |
| P 月台層 | 3號軌道               | 往世界貿易中心（只限繁忙時段上客）（帕森斯林蔭路） · 往康尼島-斯提威爾大道（只限上客）（169街） |
| P 月台層 | 4號軌道               | （繁忙時段）總站軌道                                                                            |
| P 月台層 | 島式月台，左/右側開門 |                                                                                                 |
| P 月台層 | 2號軌道               | 總站軌道                                                                                        |

此地下車站類似典型快車站，設有兩個島式月台和四條軌道。向東設有大型儲車軌道和接續車廠，各設有兩層四條接續軌道，延長約0.25英哩至185街附近。

## 外部連結
- nycsubway.org—IND Queens Boulevard Line: 179th Street
- The Subway Nut — Jamaica–179th Street Pictures （页面存档备份，存于）
- 179th Street entrance from Google Maps Street View （页面存档备份，存于）
- Edgerton Boulevard — 178th Street entrance from Google Maps Street View （页面存档备份，存于）
- 179th Place entrance from Google Maps Street View （页面存档备份，存于）
- 180th Street entrance from Google Maps Street View （页面存档备份，存于）
- Midland Parkway entrance from Google Maps Street View （页面存档备份，存于）
- Platform from Google Maps Street View